# Melopyrrha grandis
El semillero de San Cristóbal (Melopyrrha grandis) es una especie de ave paseriforme de la familia Thraupidae, perteneciente al género Melopyrrha, anteriormente colocada en el género Loxigilla y considerada una subespecie de Melopyrrha portoricensis. Es nativo de San Cristóbal y Nieves en las Antillas menores y probablemente está extinto.

## Distribución y hábitat
Históricamente ocurría en las selvas húmedas de mayor altitud del Monte Liamuiga (antiguamente Mt. Misery), en la isla de San Cristóbal. Se cree que tendría una distribución más amplia antes de la colonización europea. Se discute la posibilidad de que las selvas húmedas más altas no eran su hábitat preferencial, y que podría haber sido el de tierras bajas más secas.

## Estado de conservación
En el año 1920 ya se relataba que la especie estaba próxima de la extinción en la isla de San Cristóbal, y el último espécimen confirmado fue colectado en 1929. La causa de la extinción puede ser una combinación de perdida de hábitat, destrucción del hábitat por huracanes y depredación por mamíferos invasores. Hubo varios avistamientos no confirmados, incluyendo uno en el bosque de Stone-fort Ghaut, en San Cristóbal en 1994, aunque la falta de registros documentados desde 1929 presumidamente refleja el estado de extinta de la presente especie.
Sin embargo, la Unión Internacional para la Conservación de la Naturaleza (IUCN) en evaluación de 2022, considerando que existen registros no confirmados dentro de su distribución y mientras no son conducidos análisis suficientes de registros sonoros recientes, y en la ausencia de evidencias conclusivas de su desaparición, de forma cautelosa assumió que pueda persistir una pequeña población, y, por lo tanto la calificó como en peligro crítico de extinción.

## Sistemática

### Descripción original
La especie M. grandis fue descrita por primera vez por el ornitólogo estadounidense George Newbold Lawrence en 1881 bajo el nombre científico de subespecie Loxigilla portoricensis var. grandis; su localidad tipo es: «Mt. Misery, isla de San Cristóbal». El holotipo, un macho adulto fue colectado el 21 de mayo de 1880 y se encuentra depositado en el Museo Americano de Historia Natural.

### Etimología
El nombre genérico femenino Melopyrrha es una combinación de la palabra griega «melas»: ‘negro’; y del género Pyrrhula, los camachuelos del Viejo Mundo; y el nombre de la especie «grandis» en latín  significa ‘grande’.

### Taxonomía
La presente especie era tradicionalmente tratada como la subespecie M. portoricensis grandis, y no es avistada desde el año 1929, cuando el último ejemplar fue colectado, y considerada extinta por muchos. Recientemente fue considerada como una especie separada del semillero puertorriqueño Melopyrrha portoricensis con base en notables diferencias morfológicas presentadas por Garrido y Wiley (2003); el Comité de Clasificación de Norte y Mesoamérica (N&MACC) aprobó la elevación a especie plena en la Propuesta 2021-C-13. Las clasificaciones Clements Checklist/eBird y del Congreso Ornitológico Internacional (IOC) ya la listan como especie separada.